# Turridrupa fastosa
Turridrupa fastosa é uma espécie de gastrópode do gênero Turridrupa, pertencente a família Turridae.